# Новогвінейські мангри
Новогвінейські мангри (ідентифікатор WWF: AA1401) — австралазійський екорегіон мангрових лісів, розташований на Новій Гвінеї.

## Географія
Екорегіон новогвінейських мангрів простягається вздовж узбережжя Нової Гвінеї — другого за площею острова світу, розділеного між Індонезією та Папуа Новою Гвінеєю. Цей острів розташований у західній частині Тихого океану, на північ від Австралії. Кілька ділянок мангрових заростей зустрічаються на північному узбережжі Нової Гвінеї, зокрема в гирлах річок Сепік і Раму, на східному узбережжі затоки Чендравасіх, а також в затоці Д'юк-Екленд та в протоці Ворд-Хант. Однак найбільші ділянки мангрів зустрічаються на південному узбережжі Нової Гвінеї, зокрема в дельтах річок Пурарі, Кікорі та Флай. У затоці Бінтуні, що лежить між півостровами Фогелькоп і Бомберай на північному заході Нової Гвінеї, розташований найбільший масив мангрових лісів в Індонезії та один з найбільших у світі, який поступається лише манграм Сундарбану в Індії і Бангладеш.

## Клімат
На більшій частині новогвінейського узбережжя домінує екваторіальний клімат (Af за класифікацією кліматів Кеппена), за винятком регіону Транс-Флай на крайньому півдні острова, де панує мусонний клімат (Am за класифікацією Кеппена) або саванний клімат (Aw за класифікацією Кеппена). Середньорічна кількість опадів в регіоні зазвичай перевищує 2000 мм.

## Флора
Мангри Нової Гвінеї є найбільш різноманітними мангровими лісами у світі. Вони переважно зустрічаються у річкових дельтах та на прибережних мілинах, які регулярно затоплюються солоною морською водою під час припливів. Динаміка природних процесів, пов'язана з коливанням рівня солоності внаслідок змішування солоної та прісної води, а також різниця між молодими та давніми відкладами, на яких закріплюються мангри, та різниця у глибині води створюють різноманіття середовищ існування, кожне з яких підтримує різні мангрові угруповання.
Як правило, мангрові ліси демонструють зональність або сукцесію. На морському узбережжі ростуть різні види авіценній (Avicennia spp.), зокрема білі авіценнії (Avicennia alba) та білі мангри (Avicennia marina), які часто виступають як піонерні види, що першими приживаються на відкритому узбережжі. На берегах припливних каналів ростуть різні види соннератій (Sonneratia spp.). Їхні складні кореневі системи сприяють подальшому осадонакопиченню та підвищенню поверхні суходолу відносно рівня моря. Це дозволяє азійським манграм (Rhizophora mucronata) закріпитися на цій ділянці, утворити густу тінь та витіснити авіценнії (Avicennia spp.) і соннератії (Sonneratia spp.). Далі за смугою азійських мангрів (Rhizophora mucronata) ростуть високі мангри (Rhizophora apiculata) та дрібноцвіті бругієри (Bruguiera parviflora), іноді разом зі східними манграми (Bruguiera gymnorhiza). Ці види поширені у районах, де відчутний вплив прісної води, однак де солоність все ще є доволі великою і може досягати 10 ‰.
Там, де потік прісної води створює менш солоне середовище, поширені пальми ніпа (Nypa fruticans) разом із гранатовими манграми (Xylocarpus granatum) та тюльпановими манграми (Heritiera littoralis). Мангрові ліси, що межують із прісноводними заболоченими лісами, включають шестикутну бругієру (Bruguiera sexangula), кампостелон Шульца (Camptostemon schultzii), мангрове трубне дерево (Dolichandrone spathacea), молочне мангрове дерево (Excoecaria agallocha), тюльпанове мангрове дерево (Heritiera littoralis), високе мангрове дерево (Rhizophora apiculata), гранатове мангрове дерево (Xylocarpus granatum) та різні види хурми (Diospyros spp.), а також види, типові для прісноводних заболочених лісів, зокрема тихоокеанський клен (Aglaia cucullata), борнейський тик (Intsia bijuga), мускатник Холлрунга (Myristica hollrungii) та різні види калофіллумів (Calophyllum spp.).
Мангрова рослинність чутлива до солоності ґрунту і води та періоду затоплення. Через більший вплив припливів (внаслідок меншого притоку прісної води) у деяких районах Нової Гвінеї, зокрема у дельті Кікорі, зустрічається більше мангрових лісів, ніж в інших. У затоці Бінтуні, де зустрічаються найбільші масиви мангрів на Новій Гвінеї, зареєстровано понад 30 видів мангрових дерев, а непорушені мангрові ліси можуть виростати до 30 м заввишки. У зрілих мангрових лісах зустрічаються різні види деревоплідників (Xylocarpus spp.), еритьєр (Heritiera spp.) та чорних мангрів (Lumnitzera spp.), зокрема гранатові мангри (Xylocarpus granatum), також відомі як папуанські червоні дерева, які можуть досягати до 20 м заввишки та мати стовбур діаметром до одного метра.

## Фауна
Новогвінейські мангри забезпечують важливе середовище існування для багатьох тварин, зокрема є важливим місцем нересту та розплідником для мальків різноманітних риб та молюсків, які живуть в прибережних районах. Ссавців в екорегіоні зустрічається небагато: серед видів, що зустрічаються в манграх Нової Гвінеї, слід відзначити пухнастого кускуса (Phalanger orientalis), плямистого кускуса (Spilocuscus maculatus), велетенського білохвостого щура (Uromys caudimaculatus), золоточеревого боброщура (Hydromys chrysogaster) та маскового крилана (Pteropus conspicillatus). 
В регіоні спостерігається велике різноманіття птахів, серед яких слід відзначити галагаза-раджу (Radjah radjah), австралійського пінона (Ducula spilorrhoa), білогорлого пінона (Ducula mullerii), довгодзьобого голуба-зеленокрила (Chalcophaps longirostris), новогвінейського пастушка (Megacrex inepta), білобрового погонича (Poliolimnas cinereus), мангрову чаплю (Butorides striata), суматранську чаплю (Ardea sumatrana), тихоокеанську чепуру (Egretta sacra), мангрового рибалочку (Ceyx pusillus), узбережного альціона (Todiramphus sordidus), клинохвостого папугу (Psittaculirostris desmarestii), зеленого лорі (Chalcopsitta scintillata). червоноголову медовичку (Myzomela erythrocephala), темну медовичку (Myzomela obscura), бурого медолика (Ramsayornis modestus), білогорлого мієлєро (Conopophila albogularis), мангрового свистуна (Pachycephala melanura), рудошию міагру (Myiagra ruficollis), жовточереву маріку (Cinnyris jugularis), мангрового ріроріро (Gerygone levigaster) та мангрового корольця (Peneothello pulverulenta). Майже ендемічними представниками екорегіону є червонодзьобі великоноги (Talegalla cuvieri), західні короначі (Goura cristata), гильвінські папуги (Psittaculirostris salvadorii), чорні лорі (Chalcopsitta atra), папуанські салангани (Aerodramus papuensis), рожевогруді альціони-галатеї (Tanysiptera nympha), граційні медолюби (Microptilotis gracilis), біловусі віялохвістки (Rhipidura maculipectus) та оливковоголові квіткоїди (Dicaeum pectorale). 
Герпетофауна екорегіону включає гребінчастого крокодила (Crocodylus porosus), мангрового варана (Varanus indicus), мангрового сцинка (Emoia atrocostata), аметистового пітона (Morelia amethistina), білочеревого крабоїда (Fordonia leucobalia) та мангрову змію Річардсона (Myron richardsonii).

## Збереження
Основною загрозою для збереження природи регіону є вирубка мангрових лісів з метою заготівлі дрів та деревного вугілля, яка відбувається поблизу великих міст, таких як Порт-Морсбі та Джаяпура. Особливо цінується деревина борнейського тика (Intsia bijuga) та гранатового мангрового дерева (Xylocarpus granatum). Тим не менш, новогвінейські мангри залишаються відносно незайманими.
Оцінка 2017 року показала, що 5833 км², або 23 % екорегіону, є заповідними територіями. Природоохоронні території включають: Національний парк Лоренц, Природний заповідник затоки Бінтуні та Природний заповідник Пулау-Кімаам в Індонезії, а також Природний заповідник Кікорі в Папуа Новій Гвінеї.